# 自己タンパク質
自己タンパク質（じこたんぱくしつ、英: self-protein）とは、着目する生物の中で、DNAレベルの転写と翻訳によって内因的に産生されるすべてのタンパク質を指す。これにはウイルス感染によって合成されたタンパク質は含まれないが、腸内の共生細菌によって合成されたタンパク質は含まれる場合がある。着目する生物の体内で作られていないにもかかわらず、それでも血流、皮膚の裂け目、または粘膜を通じて侵入したタンパク質は「非自己（non-self）」とみなされ、その後、免疫系の標的となり攻撃されることがある。自己タンパク質に対する耐性は、全身の健康にとって非常に重要である。身体が自己タンパク質を誤って「非自己」と認識すると、内在性タンパク質に対する免疫応答が起こり、自己免疫疾患の発症につながる可能性がある。

## 例
| 免疫系が標的とするタンパク質  | 結果として生じる自己免疫疾患       |
| ----------------------------- | ---------------------------------- |
| 甲状腺刺激ホルモン受容体      | バセドウ病（グレーブス病）         |
| 膵臓（ひぞう）β細胞タンパク質 | 1型糖尿病                          |
| 共生細菌の鞭毛（べんもう）    | 炎症性腸疾患                       |
| 核膜および細胞膜のリン脂質    | 全身性エリテマトーデス（ループス） |
| 組織トランスグルタミナーゼ    | セリアック病                       |

上記のリストは網羅的なものではなく、記載された自己免疫疾患の標的となる可能性のあるすべてのタンパク質に言及しているわけではないことに注意すること。

## 免疫系による識別
自己免疫の応答や疾患は主に、細胞の発生過程で自己タンパク質に対する反応性を誤って選別されたT細胞によって引き起こされる。
T細胞の発生過程では、まず初期のT細胞前駆細胞がケモカイン勾配を介して骨髄から胸腺に移動し、そこでT細胞受容体が遺伝子レベルでランダムに再配置され、T細胞受容体の生成が可能になる。これらのT細胞は、自己タンパク質を含むあらゆるものに結合する可能性を有している。
免疫系は、自己タンパク質とに結合できる受容体をもつT細胞と、それができないT細胞（つまり非自己タンパク質に結合できる受容体をもつ）を区別する必要があり、その後、自己免疫疾患の発症を防ぐために自己タンパク質に結合できるT細胞を破壊しなければならない。「中枢性免疫寛容」と呼ばれるプロセスでは、T細胞は、CD8+細胞傷害性T細胞とCD4+ヘルパーT細胞それぞれのT細胞受容体に結合する能力をもつ、クラス1とクラス2の両方のさまざまな主要組織適合性複合体（MHC）を発現する皮質上皮細胞にさらされる。これらのMHCに親和性を示すT細胞は、第2段階の発達に進むために積極的に選択されるが、MHCに結合できないT細胞はアポトーシスを起こして削除される。第2段階では、未成熟T細胞が、MHCクラス1およびクラス2の自己タンパク質を発現するさまざまなマクロファージ、樹状細胞、および髄質上皮細胞にさらされる。これらの上皮細胞は、自己免疫制御因子（AIRE）と標識された転写因子も発現する。この重要な転写因子により、胸腺の髄質上皮細胞は、インスリン様ペプチドやミエリン様ペプチドなど、通常は上皮細胞ではなく末梢組織に存在するタンパク質を発現することができる。現時点で、これらの上皮細胞は、全身で遭遇する可能性のある多種多様な自己タンパク質を提示しているので、未成熟T細胞は自己タンパク質と自己MHCへの親和性について試験される。T細胞が自己タンパク質や自己MHCに対して強い親和性をもっている場合、その細胞は自己免疫機能を防ぐためにアポトーシスを起こす。低/中程度の親和性を示すT細胞は、胸腺を離れて全身を循環し、新たな非自己抗原に反応することができる。このようにして、身体は自己免疫を引き起こす可能性のあるT細胞を体系的に破壊しようとする。

## 参照項目
- 中枢性免疫寛容 - 自己タンパク質に反応する発達中のT細胞やB細胞を排除するプロセス
- 末梢性免疫寛容 - 中枢性免疫寛容から逃れた自己反応性のT細胞やB細胞が自己免疫疾患を引き起こさないようにする免疫寛容の第2の柱
- 自己免疫 - 生物が自身の健康な細胞、組織、その他の体の正常な構成要素に対して免疫応答を起こすシステム
- 主要組織適合性複合体（MHC）